# 夢見る黄金地球儀
『夢見る黄金地球儀』（ゆめみるおうごんちきゅうぎ）は2007年10月に東京創元社から刊行された海堂尊の小説。2019年5月に講談社文庫から『黄金地球儀2013』と改題し刊行された。

## 概要
海堂尊の作品群の舞台になっている架空の都市、桜宮市を舞台に、桜宮水族館の別館「深海館」に飾られている黄金で作られた地球儀強奪を巡る騒動を、二転三転としたストーリー展開で描いた著者初のコンゲーム小説。なお、『ナイチンゲールの沈黙』からの主要人物も主人公達と関わる形で登場している。著者の作品群において医療を題材にしない作品は本作が初となる。
ジェネラルフィーバーが一段落した頃、海堂作品はミステリーじゃないという声があちこちから聞こえ始めたが、そんなことはないと思っていたので、一度きちんとしたミステリーを書いてみたかったと述べている。
執筆時のBGMは、サザンオールスターズ「希望の轍」、サザンオールスターズ「勝手にシンドバッド」。

## ストーリー
1988年、桜宮市にふるさと創生事業の一環で1億円が交付された。その使い道を委ねられた桜宮市役所管財課は試行錯誤の末、日本部分が黄金でできた地球儀を造り、その黄金地球儀を飾るため桜宮水族館に最近見つかった新種の深海生物ボンクラボヤを目玉にした「桜宮水族館別館・深海館」を建設し、黄金地球儀は同館の目玉展示物となった。だが時代の移り変わりと共に、「深海館」の人気が落ち始めるようになっていた。
時は流れて2013年。平沼鉄工所の営業部長・平沼平介の元に8年前に姿を消した友人の久光穣治（通称・ガラスのジョー）が突然訪ねてくる。かつて“ジハード・ダイハード（聖戦に死ね）”を合言葉に小さな違法行為で反社会的行動を共にしていた久光は、平介に黄金地球儀を盗んで1億円を手にしようと持ちかける。当初はあまり乗り気でもなく渋々協力することになった平介だが、平沼鉄工所が桜宮市役所管財課と結んだ不利益な契約を境に黄金地球儀強奪計画が動き出す。しかし計画を実行に移し始めた途端、予想だにしない出来事が次々と平介たちの身に振りかかる。

## 登場人物
平沼平介
平沼鉄工所営業部長。かつて大学で物性理論物理学を専攻していたが限界を感じて断念して今に至る。トラブル招聘体質で、押しが弱い性格。趣味はフィギュア作り。
久光穣治（通称・ガラスのジョー）
平介と同じ大学で人文学部神学科を専攻していた平介の友人。お気楽で調子のいい性格。8年前“ジハード・ダイハード（聖戦に死ね）”を合言葉に平介と些細な違法行為を繰り返していたが、フィリピンパブ「ひまわり」から桜宮限定ワイン「桜宮三姉妹」奪取計画を最後に消息を絶っていた。ある時平介の前に突然現れ、黄金地球儀強奪計画を持ちかける。

### 平沼鉄工所（平沼家）
平沼豪介
平沼鉄工所社長。磊落な性格で探究心旺盛。有人潜水艇「深海七千」のほかにも多くの機械を開発しており、その技術は平介からも高く評価されている。
平沼君子
平沼鉄工所経理担当。平介と結婚する前は有能なプログラマーだった。夫の財布を握ったり、イントラネットで家族のインターネットを管理したりと平介を尻に敷いている。

### 4Sエージェンシー
平沼鉄工所が懇意にしている困り事を全般に請け負う安全保障事業。「4Sエージェンシー」の名称はサヨ・シークレット・システム・セキュリティ(Sayo Secret System Security)の頭文字を略したことに由来する。黄金地球儀強奪を計画した平介達に知恵を貸すようになる。
浜田小夜
4Sエージェンシーセクレタリー兼アシスタント。ジャズバー「ブラックドア」で歌手としてステージに立っている。共感覚の効果により、相手に歌を聞かせることで、相手に風景を見せることができる。元東城大学医学部付属病院小児科看護師。
牧村瑞人
4Sエージェンシー所長。ブラックドアでサックス奏者として小夜についている。過去に、レティノ・ブラストーマになり、両目を失っている。

### 桜宮市役所関係者
釜田均
二期目を務める黄金地球儀作製時の桜宮市長。黄金地球儀作製に並々ならぬ情熱を注ぎ、設置場所から管理問題に対して柔軟に対応する。恰幅の良い体型で、関東出身にもかかわらず関西弁を話す。
小西輝一郎
2013年の桜宮市役所管財課課長。相撲取りのような体型で、トレードマークは黄色の扇子。
小山田
2013年の桜宮水族館館長。黄金地球儀作製時の桜宮市役所管財課課長で、小西の前任者でもある。なぜか黄金地球儀の案件になると関西弁になる。

### その他
殿村アイ
ブラックドアの女バーテンダー。平介の高校の時の後輩。平介に好意を寄せており、何かとアプローチをかけている。怪力の持ち主で高校の陸上部では砲丸投とやり投を担当していた経験があり、その怪力から「砲丸投げのアフロディーテ」と呼ばれていた。
小松
サクラテレビ系列の朝の大人気情報番組『バッサリ斬るド』のチーフディレクター兼レポーター。
諸田藤吉郎
『バッサリ斬るド』のキャスター。通称・モロさん。行政・企業の不作為や偽装問題に対して厳しいツッコミを入れるのが見どころで、平均視聴率は20%を超える。
番組内で取り上げられた桜宮水族館の黄金地球儀の設置問題に対して「それ、モロ俺好み!」という決めゼリフを発したため黄金地球儀が徹底追及の対象となり、桜宮市役所関係者のみならず平介たちも番組スタッフに追い回される羽目になる。

## 黄金地球儀
桜宮市が交付された一億円で購入した50kgの金塊を用いて作製した直径70cm、壁厚25cm、総重量80kgの地球儀。すべて黄金仕様にする予定に反して金塊が足りなかったため、日本部分に黄金を使用し、余った金塊で北極点に桜宮市のシンボルマークを埋め込んだもの。ネーミングや大きさ、設置場所、さらには黄金地球儀の管理問題等、様々な難関を乗り越えて作製され2013年に至る。なお、一億円の使い道について議論された桜宮市役所管財課での会議では発案者が特定されなかったため、桜宮に伝わる妖怪、のっぺら童子が発案者といういい加減なものとなり、この件は桜宮市役所管財課のトップシークレットとして市民に公表されていない。

## 登場した物

### 発明品
平沼鉄工所が開発した発明品。
深海五千
平沼豪介が作った、有人潜水艦第一号。5000mまで潜水することが出来る。新種のホヤ「ボンクラボヤ」を発見した。
深海七千
深海7000mまで潜水することが出来る、有人潜水艇。
深海一万
未完成の有人潜水艇。深海10000mまで潜水できる程の強度を持たせることが難しいため、なかなか完成することが出来ない。
ゴキブリボコボコ
ゴキブリを叩き潰す機械。
シラミプチンプチン
平沼豪介が作った、ゴキブリボコボコの姉妹品。シラミを捕まえる機械。ノミプチンプチンとも呼ばれる。
ハエパシパシ
平沼豪介が作った、ゴキブリボコボコの姉妹品。ハエを叩く機械。
野良タヌキポンポコ
シリーズの最高傑作で一連の製品の最終完成形。
平沼鉄工所特製スーパーチャージャー
平沼豪介のもうひとつの開発ベクトル。あらゆるサイズに展開するのを横軸とすると、これは、性能を十パーセントアップさせる、縦軸展開。通称「根性箱」。
ストレートフラッシュ
ジェット水流切断機。どんな金属でも真っ二つにする。開発費およそ400万円。
ケズリン
球体の中身を削り取る機械。
ケズリン・ビッグマウス
ケズリンの大型版。球体の中身を削り取る機械。
ケズリン・プッチーニ
ケズリン・ビッグマウスをサイズダウンさせた機械。
ケズリン・プッチモニ
ケズリンシリーズ最新作。煮た栗の皮の近くのいちばんおいしいところをほじくる機械。
火の鳥
小型溶鉱炉。開発費は2000万円。
空間圧力釜三号
空間に圧力を作り出す機械。電気釜の形をしているが、お釜部分は飾り。この機械の調整は君子と平介にしか出来ない。
ペタコ
瞬間金属接着マシン。溶接に近い強度が得られる。「二度とキミをハナさない」のメーカーが、「ペタコ」という名前の商標権の買い取りを頼みに来たことがある。
マンマルマンマリン
立方体から球体を削り出す機械。
マシン・ノミ
シラミプチンプチンの性能をバイヤーに見せ付けるため、豪介が開発した機械のノミ。
マシン・ゴキブリ
ゴキブリボコボコのデモを行うため、豪介が開発した機械のゴキブリ。
金属用万能カッター
どんな金属でも切ることができる、黄色いカッター。

### 深海生物
ボンクラボヤ
1988年に深海五千によって発見された新種のホヤ。300気圧以上の圧力をかけると真っ赤に変色する。深海館の目玉。
ウスボンヤリボヤ
1990年に発見された新種。深海生物だが、常圧下でも生きていける。東城大学海洋研究所はこのホヤの発見で、ホヤ研究の世界最先端施設になった。
ラブカ
桜宮水族館別館・深海館に展示されている剥製。

### その他
二度とキミをハナさない
ショッピングモール「チェリー」で販売している超強力瞬間接着剤。
桜宮三姉妹
1本で100万円のビンテージワインで、3本1組。100年前、日本で初めて作られた幻の桜宮限定ワイン。「雪の巻」「月の巻」「花の巻」がある。

## 書籍情報
- 単行本：『夢見る黄金地球儀』、東京創元社、2007年10月、ISBN 978-4-488-01745-3[1]
- 文庫本：『夢見る黄金地球儀』、創元推理文庫、2009年10月、ISBN 978-4-488-49801-6[4]
- 文庫本：『黄金地球儀2013』、講談社文庫、2019年5月、ISBN 978-4-06-514429-9[2]